# Chick单张

《你的一生》被翻译成多种语言，被Chick出版社援引为世界上最受欢迎的福音单张

Chick单张（英語：Chick tract）是传福音主题的短篇漫画单张，由美国出版商杰克·奇克所创作。Chick单张使用了漫画书的出版格式。这些漫画常因其热情于支持基督教基要主义与反对普世教会合一运动、自由主义神学、成功神学、罗马天主教和其他非基督教宗教而备受争议。

## 风格与反复出现的主题
该单张一般重複宣講这些主题：教人避免惹起上帝的愤怒且受到永恒痛苦的刑罚，或讲述来世的救赎，或在福音派基督徒与非基督徒和非福音派基督徒之间进行比较以传播虔诚的信息。大多数单张以两种结局为结束：非基督徒皈依基督教，或是展示接受耶稣的人与拒绝耶稣的人之间的区别——皈依者得以进入天堂，而非信徒被判处下地狱，通常在场景中上帝（被描述为一个坐在宝座上的巨大、荣耀且无面的形象）审判或迎接人们进入天堂。然而在其中一集单张中，上帝以有面孔的形象展现。

### 《你的一生》

在《你的一生》一集中一個人被送入火湖，在此後對該故事的重複版本中上帝審判時都會出現該場景。

在《你的一生》一集中一个人被送入火湖，在此后对该故事的重复版本中上帝审判时都会出现该场景。